# Флинтшър
 Тази статия е за съвременното административно графство.  За историческото графство вижте Флинтшър (историческо графство).  
Флѝнтшър (на английски: Flintshire; на уелски: Sir y Fflint, Сир ъ Флѝнт) е графство в Северен Уелс. Наречено е на историческото графство Флинтшър. Граничи с уелските графства Денбишър на югозапад и Рексъм на югоизток, с Англия на изток и с Ливърпулския залив на север. Административен център е град Моулд. Създаден е със Закона за местното управление от 1994 г. Площта му е 438 km². Територията на графството до голяма степен включва територията на историческото графство Флинтшър.

## Градове
- Багилт
- Бротън
- Бъкли
- Кайруис
- Конас Кий
- Куинсфери
- Моулд
- Солтни
- Флинт
- Хардън
- Хоулиуел
- Шотън
- Юлоу

## Села
- Уитфорд